# Izvorul Sentinela
Izvorul Sentinela este un izvor de apă minerală, situat în parcul central al municipiului Vatra Dornei, în spatele Cazinoului Vatra Dornei.
Clădirea Izvorului „Santinela” a fost inclusă în Lista monumentelor istorice din județul Suceava, elaborată în anul 2004, având codul SV-II-m-A-05658. Pe această listă este înscris anul 1896 ca perioadă de datare a construcției, iar denumirea este înscrisă „Santinela”, deși pe clădire este scris „Sentinela”. 

## Istoric
Acest izvor de apă minerală a fost descoperit în anul 1871 și amenajat în anul 1896. În decursul timpului, izvorul a purtat mai multe denumiri. Inițial a fost numit Izvorul Falkenhayn, după numele fostului ministru al agriculturii al Austro-Ungariei. Ulterior a primit numele de Izvorul Sentinela în cinstea societății culturale patriotice cu același nume, care a activat în orașul Vatra Dornei. După anul 1948 izvorul a fost numit 23 August, iar după Revoluția din Decembrie 1989 a revenit la denumirea de Sentinela.
La începutul secolului al XXI-lea, clădirea Izvorului Sentinela se afla într-o stare de părăginire și părăsire, având lanțuri ruginite la ușile de fier forjat de la intrare. Jurnaliștii care au trecut prin Vatra Dornei au deplâns starea de părăsire a monumentului, precum și atitudinea față de acest monument a unor oameni care își făceau nevoile în apropierea sa, turiștii putând vedea chiar materii fecale.
În anul 2009, primarul municipiului Vatra Dornei, Ioan Moraru, a afirmat că Izvorul „Sentinela” a intrat în proces de reabilitare, alături de Izvorul de Sus (numit și Izvorul Bizom), cele două clădiri urmând să arate „ca niște bijuterii”, după cum a promis edilul.

## Imagini

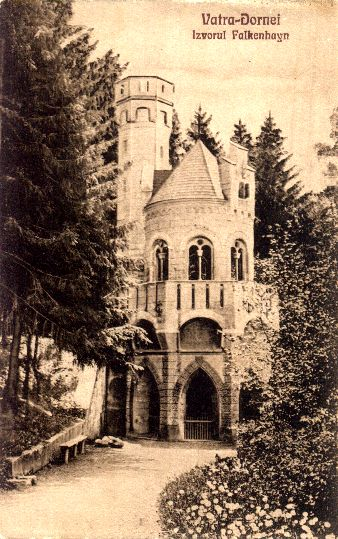
Ilustrată veche cu textul Vatra-Dornei Izvorul Falkenhayn
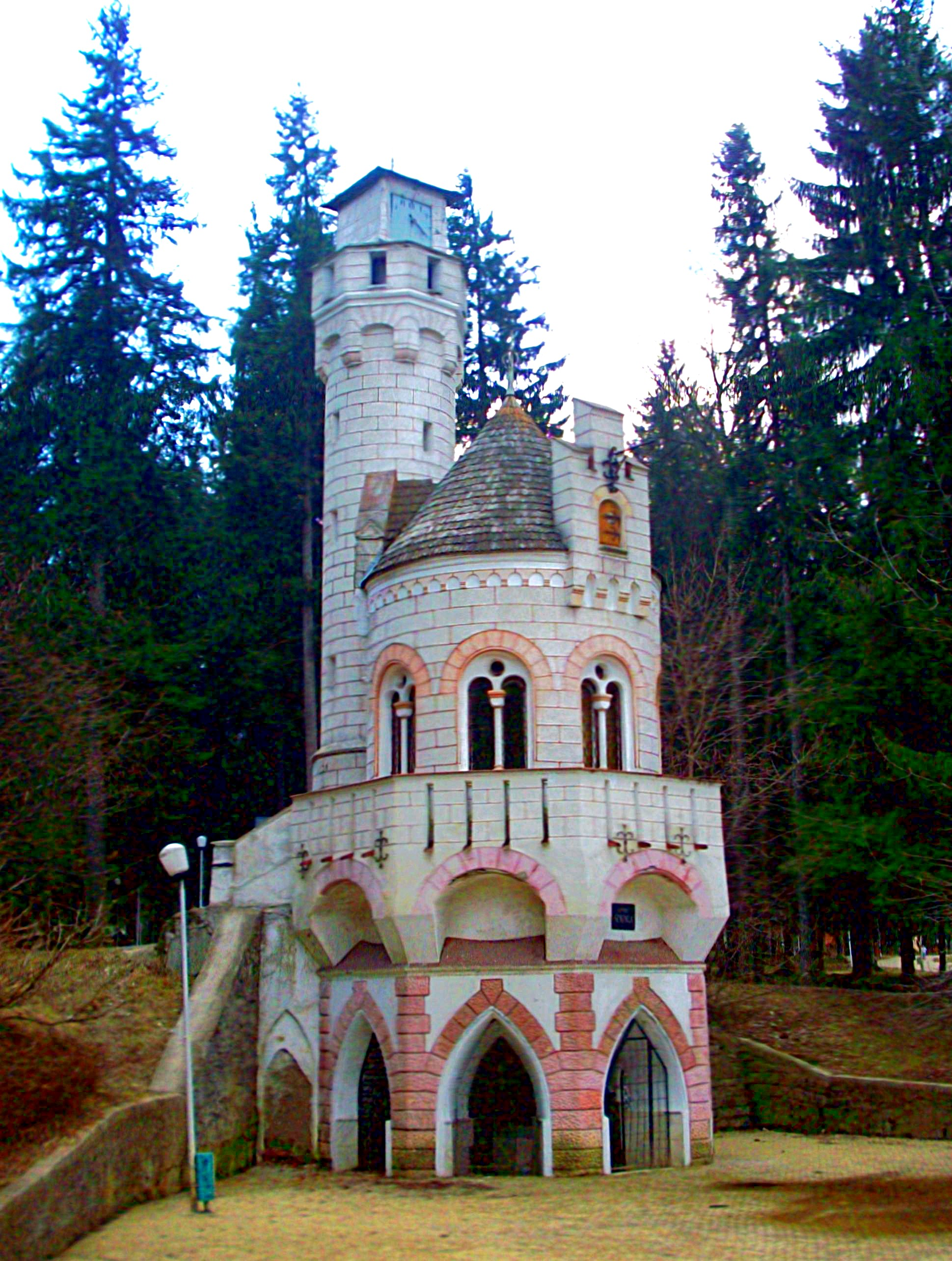
Izvorul Sentinela (2011)
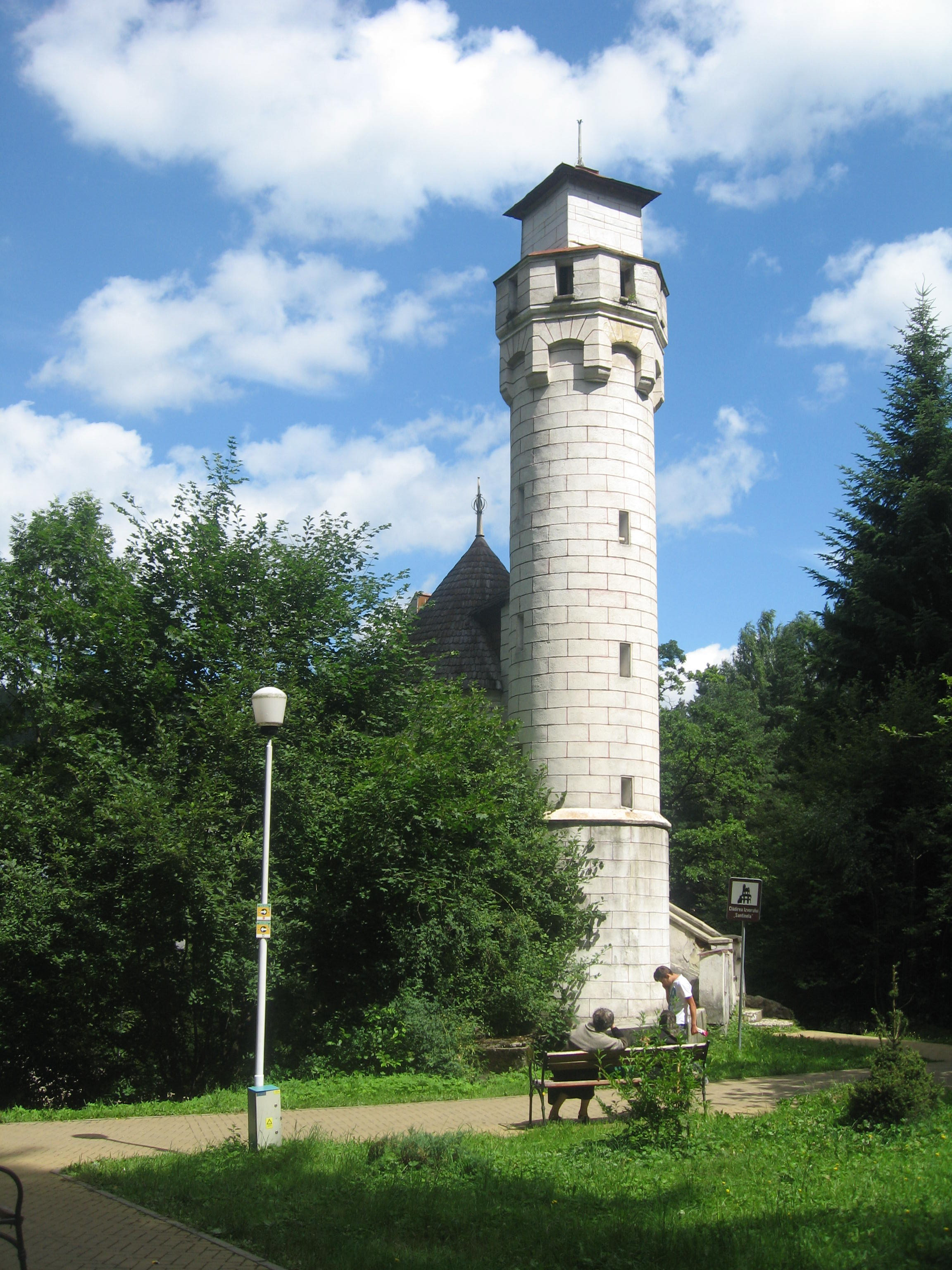
Izvorul Sentinela
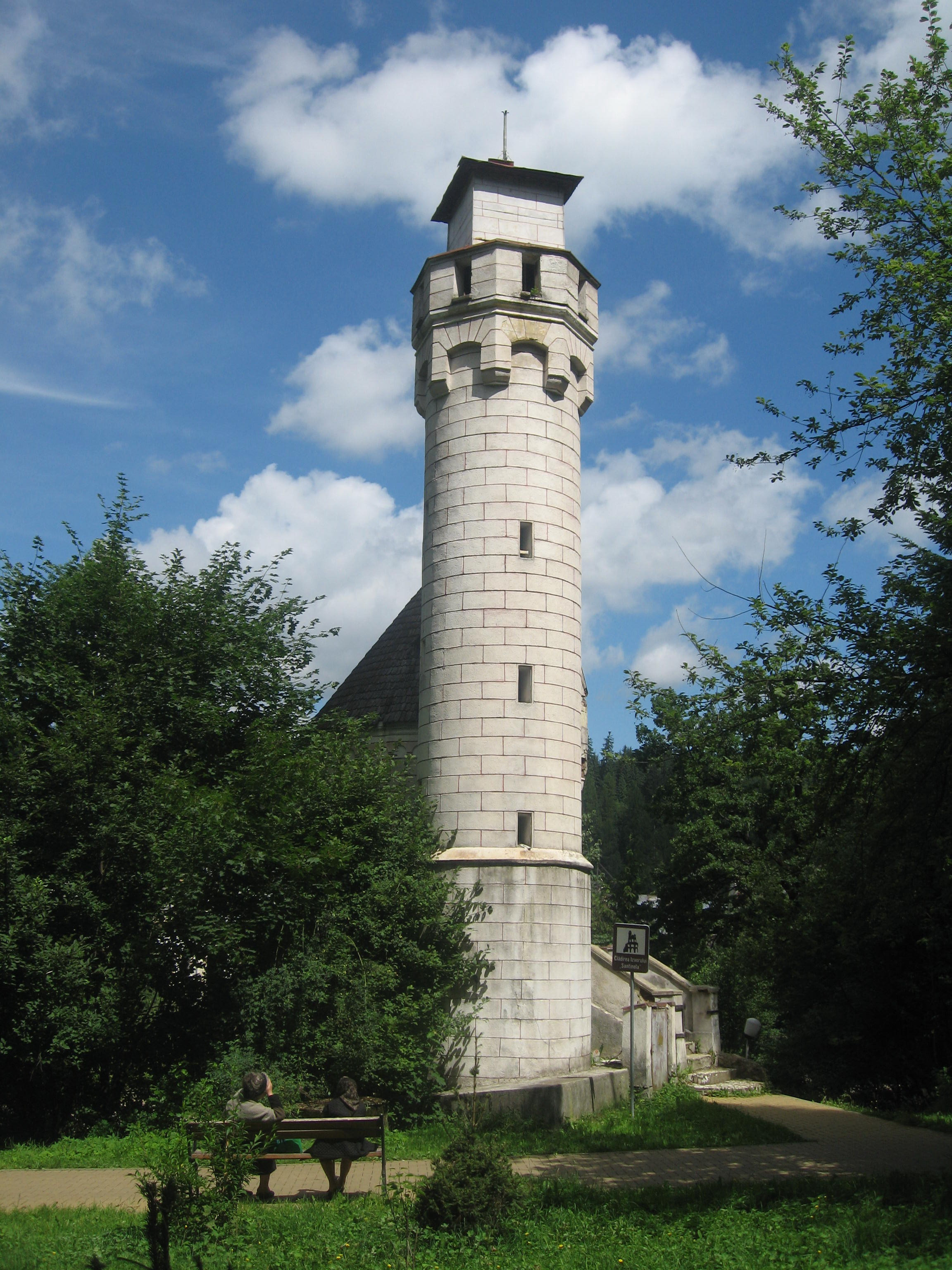
Izvorul Sentinela
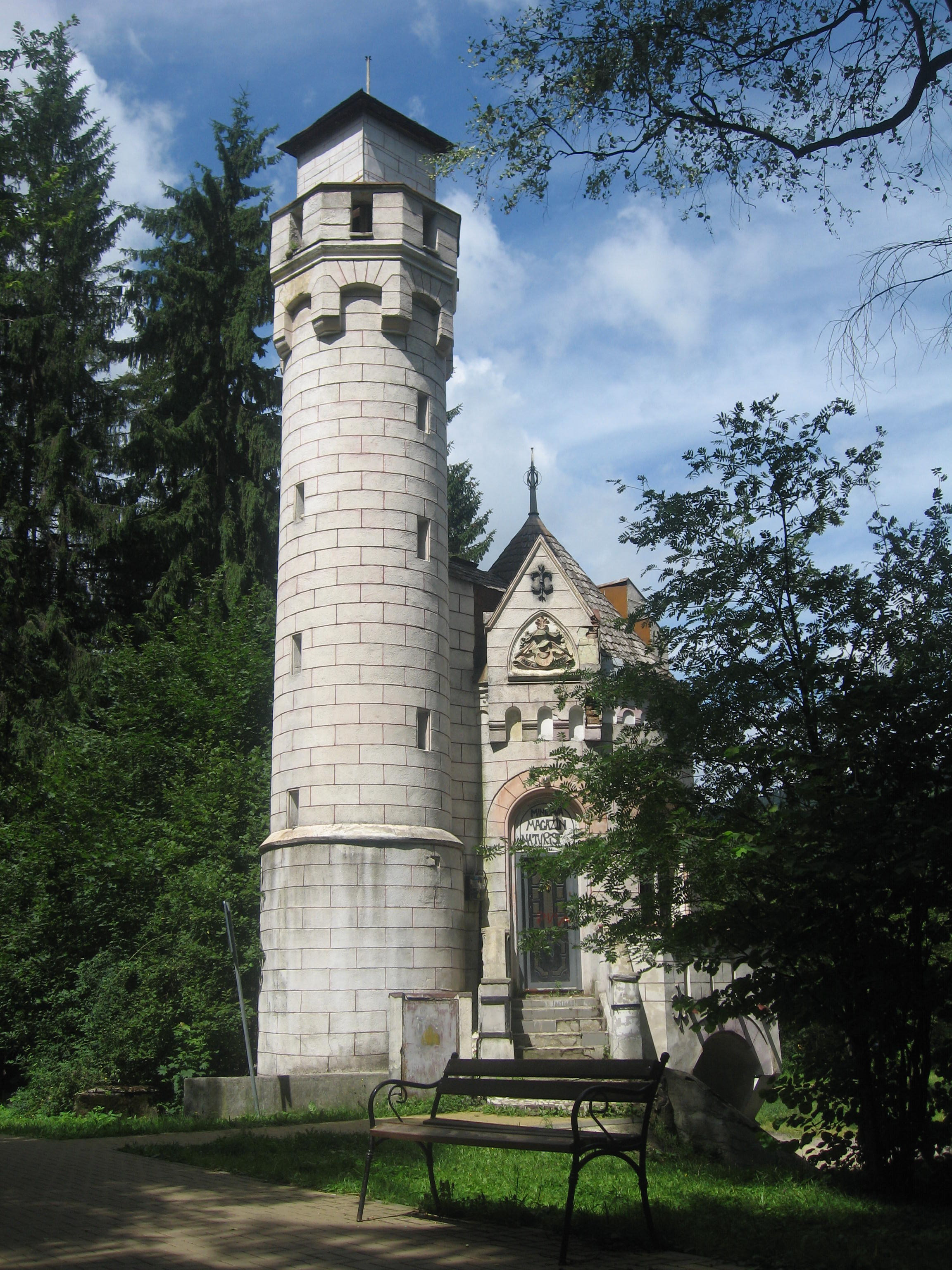
Izvorul Sentinela
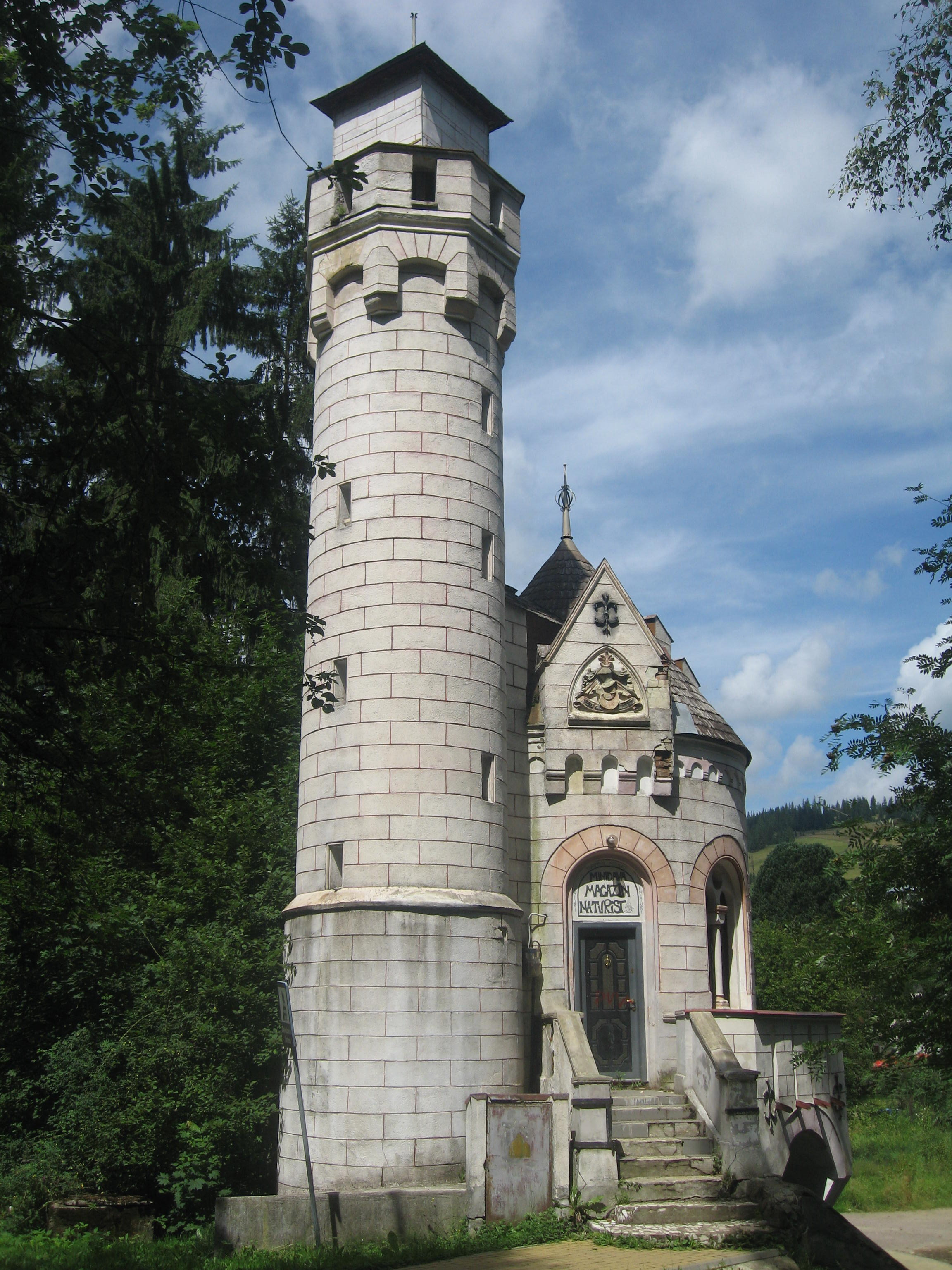
Izvorul Sentinela
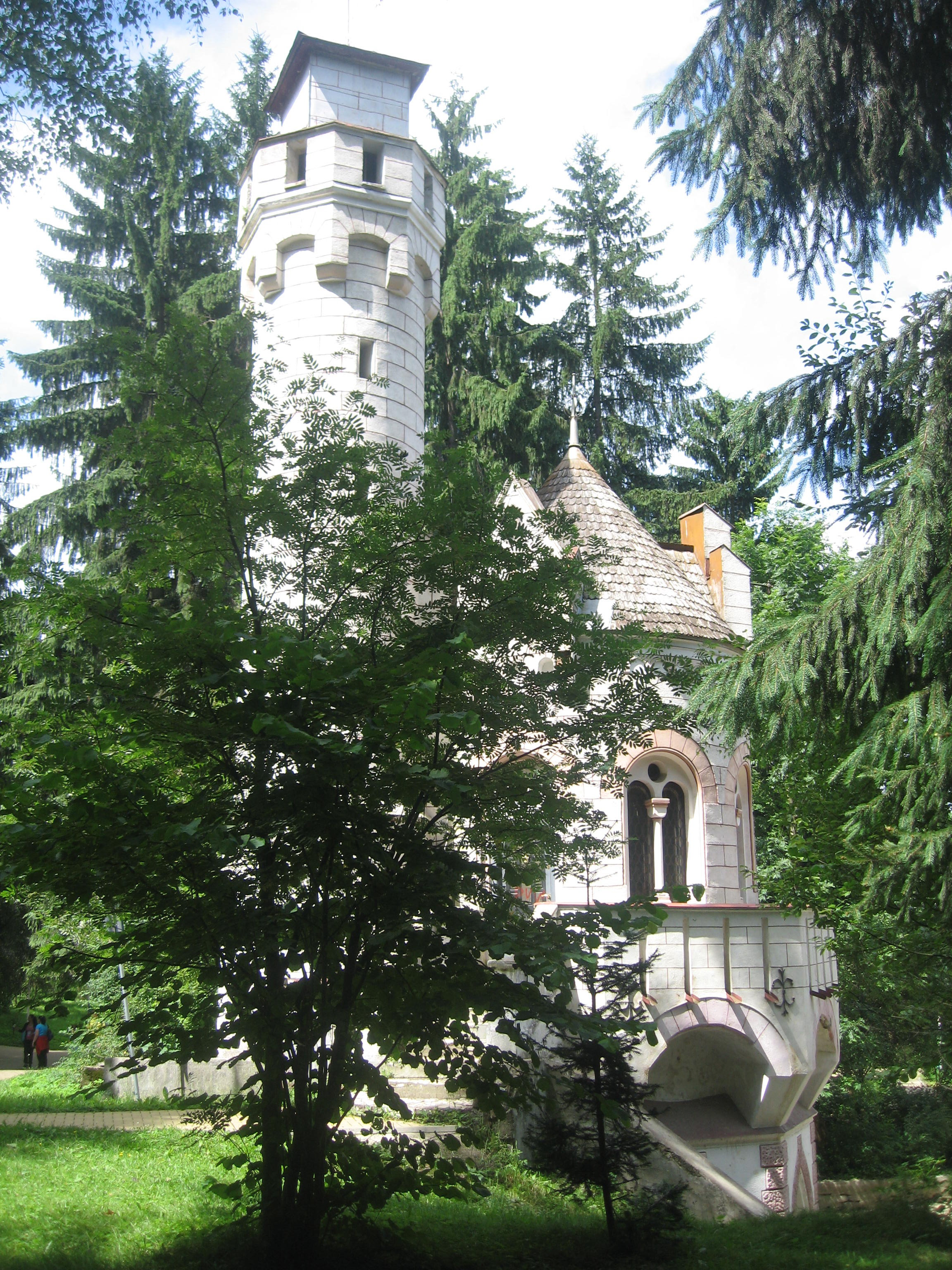
Izvorul Sentinela
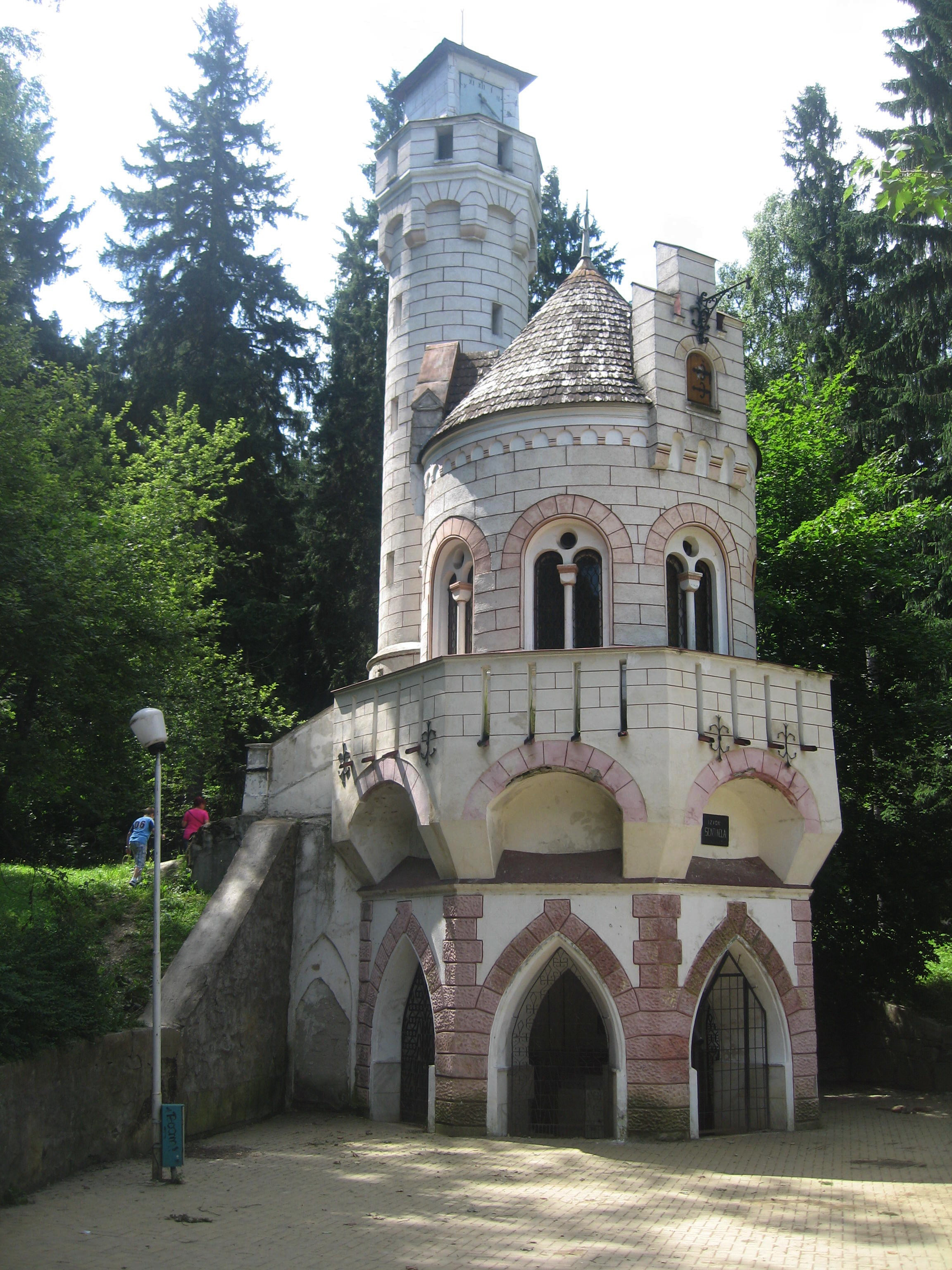
Izvorul Sentinela
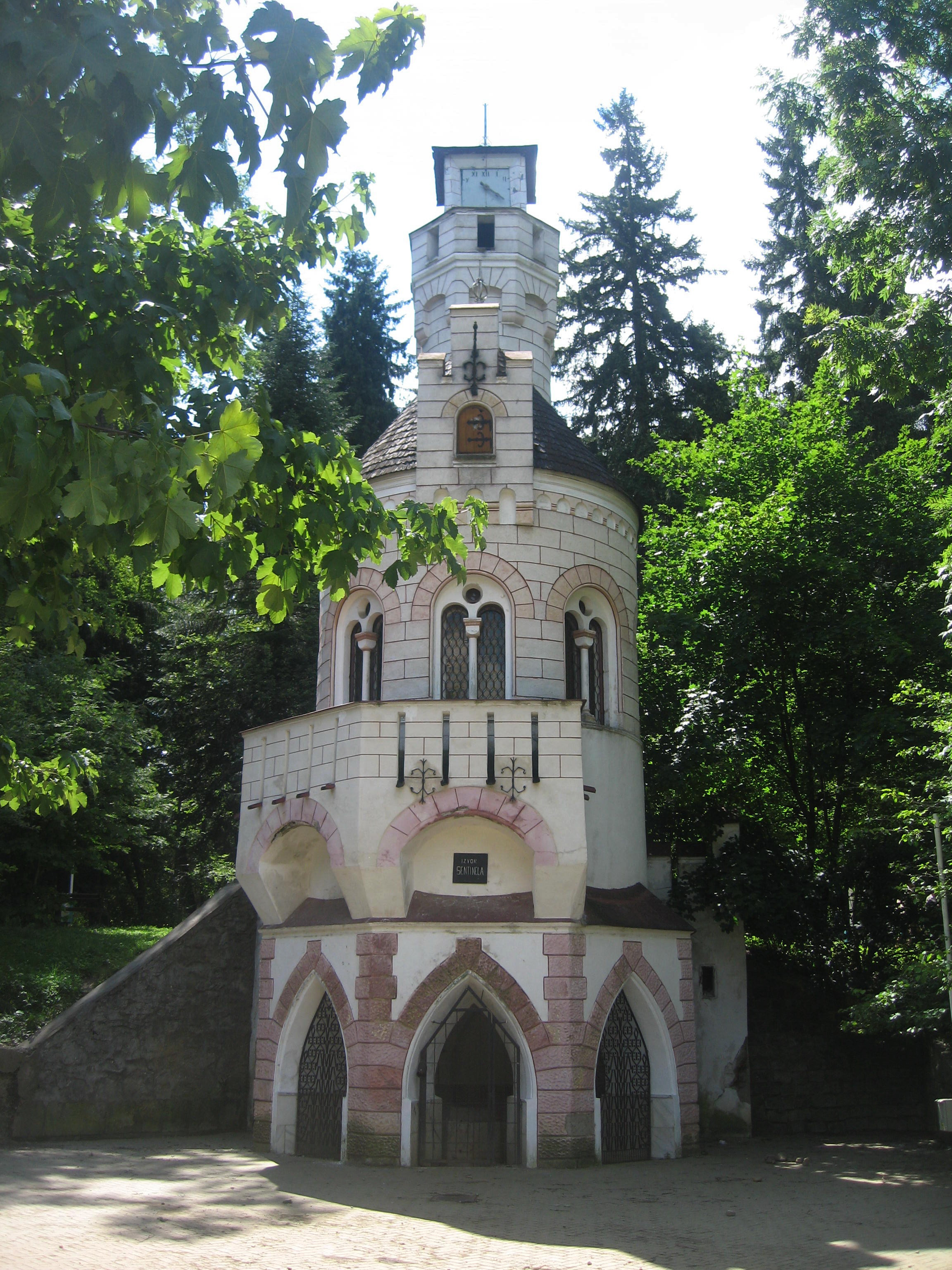
Izvorul Sentinela
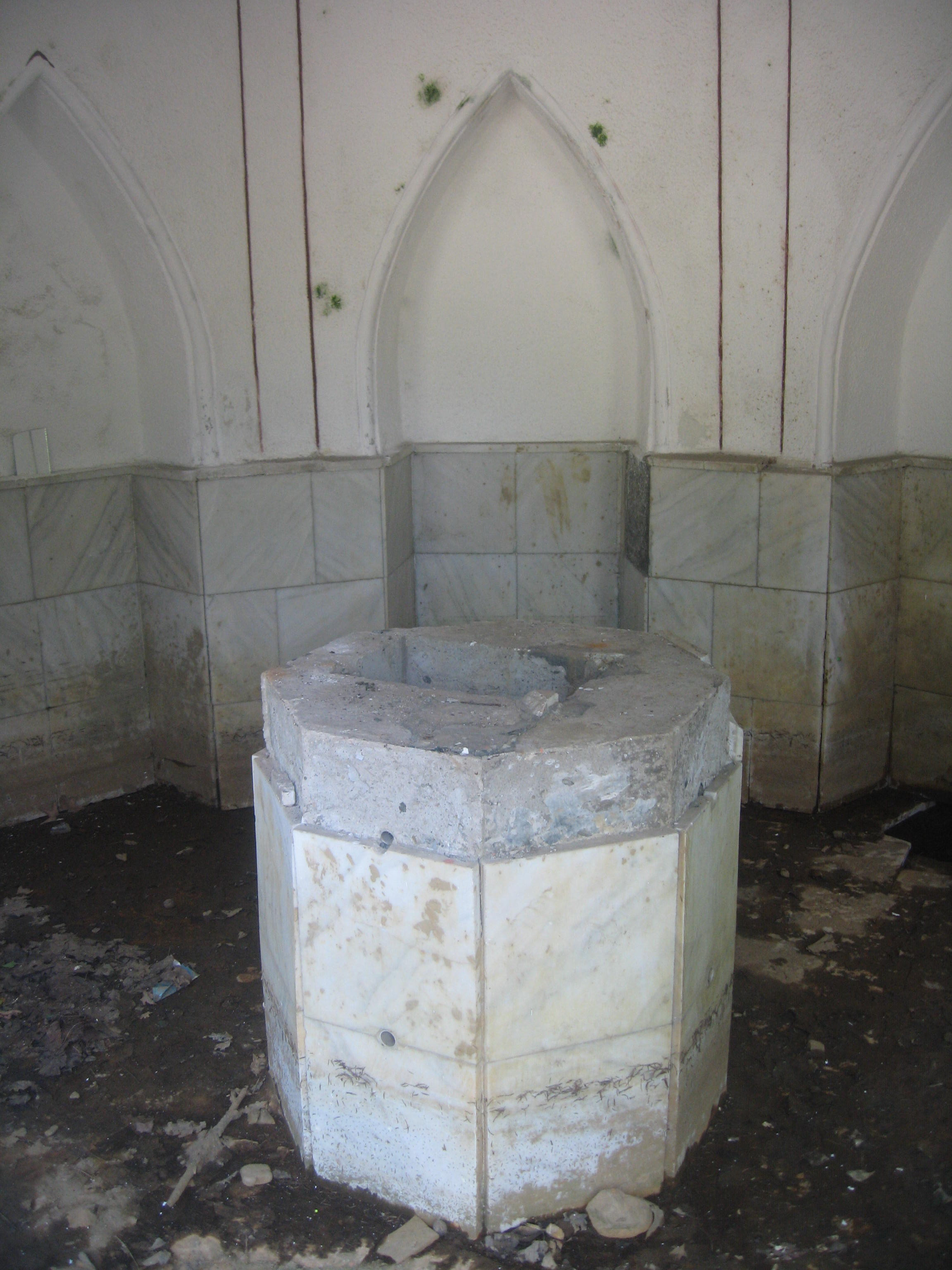
Fântâna din interiorul clădirii